# Pääjärvi (sjö i Finland, Birkaland, lat 61,80, long 23,27)
Pääjärvi är en sjö i Finland. Den ligger i kommunen Ikalis i landskapet Birkaland, i den sydvästra delen av landet, 200 km nordväst om huvudstaden Helsingfors. Pääjärvi ligger 103,4 meter över havet. Arean är 85,1 hektar och strandlinjen är 5,7 kilometer lång. Sjön  ingår i Kumo älvs huvudavrinningsområde.   I omgivningarna runt Pääjärvi växer i huvudsak blandskog. Den sträcker sig 1,6 kilometer i nord-sydlig riktning, och 1,2 kilometer i öst-västlig riktning.
I övrigt finns följande i Pääjärvi:
- Isosaari (en ö)